# Romain Didier
Pour les articles homonymes, voir Petit et Didier Petit (homonymie).
Romain Didier, de son vrai nom Didier Petit, né le 2 novembre 1949 à Rome, est un chanteur français. Auteur-compositeur-interprète, il écrit aussi des chansons pour d'autres artistes.

## Biographie
Né à Rome, à la villa Médicis, le 2 novembre 1949 alors que son père, Pierre Petit, prix de Rome de composition (il sera ensuite directeur de l'École normale de musique de Paris) et sa mère, Christiane Castelli, cantatrice à l'Opéra Garnier (Opéra de Paris) étaient en résidence. Romain Didier, qui a choisi son prénom de scène en raison de son lieu de naissance, passe son enfance à Paris. Également réfractaire aux leçons de piano, il apprend à en jouer seul et devient en quelques années un pianiste autodidacte.
Dans les années 1970, il devient pianiste de bar. Il est ainsi repéré par les éditions de Gilbert Bécaud qui lui proposent de travailler sur des orchestrations et de collaborer à la réalisation d'un album de Francis Lemarque. Cette rencontre sera déterminante pour la suite de sa carrière.
Ses premières chansons, sur des paroles de son ami et complice Patrice Mithois, sont interprétées par Nicole Croisille en 1980 : « Allo Mélo » et « Ma folie ». Cette même année, il sort chez RCA son premier album. Parallèlement, il compose des musiques de films et de spectacles. Il remporte ses premiers succès au début des années 1980 avec ses chansons Promesses promesses et Amnésie.
En 1985, Romain Didier rencontre Allain Leprest, auteur-interprète d'une sensibilité artistique proche de la sienne, qui devient son ami et avec qui il entame une collaboration qui aboutira à la naissance de nombreuses chansons et de plusieurs albums.
Très apprécié par ses pairs, Romain Didier est convié par certains d'entre eux à orchestrer leur travail ou à leur écrire des chansons. Il met ainsi ses talents d'orchestrateur au service de Pierre Perret ou Yves Duteil et, bien sûr, d'Allain Leprest. Il écrit pour divers artistes, tels Annie Cordy, Isabelle Aubret et l'animateur de radio Jean-Louis Foulquier en 1993 (avec Allain Leprest) ou, plus récemment, Jean Guidoni, Enzo Enzo et Kent. Il est le compositeur de plusieurs opéras pour enfants, dont Pantin Pantine, en collaboration avec Allain Leprest pour le livret et les paroles, et Pinocchio court toujours avec Pascal Mathieu.
Artiste discret, méconnu du grand public, Romain Didier est pourtant l'un des auteurs-compositeurs les plus prolifiques de la chanson française, comme l'atteste la richesse de sa discographie. Il sera primé trois fois dans sa carrière par le grand prix de l'Académie Charles-Cros, en 1986 pour son double album Piano public, en 1997 pour l'album Romain Didier en concert et en 2007 dans la catégorie jeune public pour l'album Pinocchio court toujours.
Chanteur au style sobre et au talent intemporel, attiré aussi bien par le piano-voix que par le jazz richement orchestré (en témoigne en 1999 l'album J'ai noté), Romain Didier offre un répertoire teinté de poésie et d'humanisme.
En 2011, sortie de album De loin on aurait cru des oies… chez l'éditeur Chant du Monde. Sur cet album, quatre chansons sont composées en collaboration avec Allain Leprest, son complice d’écriture qu'il a rencontré en 1985, au Printemps de Bourges. Leprest met fin à ses jours fin 2011 et Romain Didier lui rend hommage en 2020 via le spectacle Leprest Symphonique en compagnie de Clarika, Enzo Enzo et Cyril Mokaiesh. 
En 2015, le rappeur Brav reprend la chanson S.D.F. dans son album Sous France. Ce même titre est repris par Les Ogres de Barback dans leur album anniversaire 20 ans ! paru en 2014.
Dix ans après son dernier album studio sort en 2021 un album de titres appelé Souviens-moi. Romain Didier revendique ce côté « un peu lent », ce besoin de « digérer les émotions avant qu’elles ne s’échappent jusqu’au piano ». Cet album a été enregistré partiellement à son domicile pendant le premier confinement.
En novembre 2022, Romain Didier sort chez EPM l'intégrale de sa carrière dans un coffret de seize albums qui part de son « Paroles et musique », 33 tours édité en 1980 jusqu'au dernier album sorti en 2022, « Souviens-moi ».

## Distinctions et récompenses
- 1985 : Prix Raoul-Breton de la Sacem (Société des auteurs compositeurs).
- 1985 : Prix Georges-Brassens au festival de Sète.
- 1986 : Prix Charles-Cros pour l'album « Piano public ».
- 1997 : Prix Charles-Cros pour l'album « En concert » enregistré à Sarrebruck en Allemagne.
- 2021 : Prix Jacques-Douai.

## Filmographie
- 1981 : La Flambeuse de Rachel Weinberg